# Aleurothrixus aguiari
Aleurothrixus aguiari là một loài côn trùng cánh nửa trong họ Aleyrodidae, phân họ Aleyrodinae.
Aleurothrixus aguiari được Costa Lima miêu tả khoa học đầu tiên năm 1942.